# Ditrichum brotherusii
Ditrichum brotherusii là một loài rêu trong họ Ditrichaceae. Loài này được R. Br. bis Seppelt mô tả khoa học đầu tiên năm 1980.